# 동평

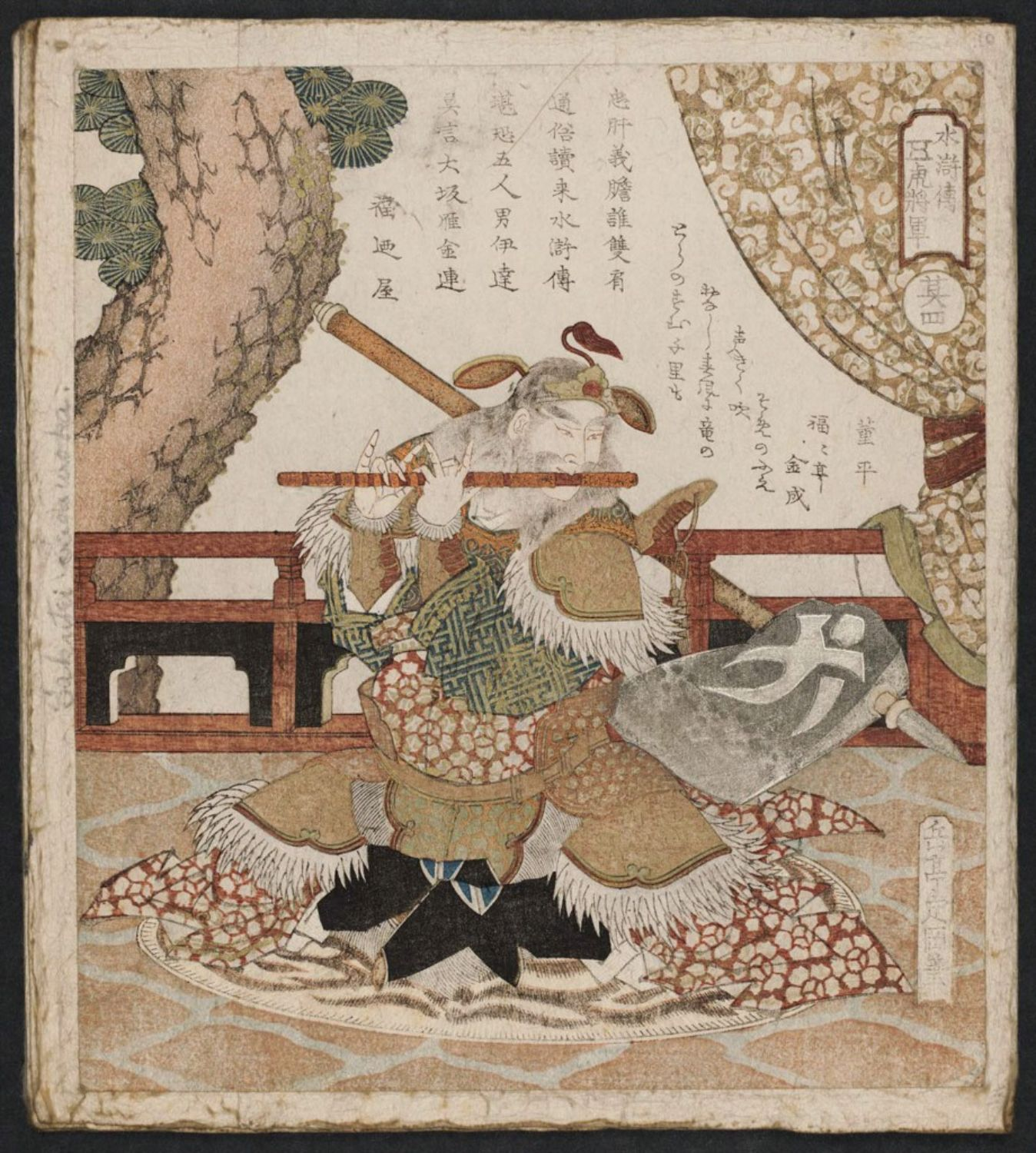
우타가와 구니요시가 그린 동평 우키요에

동평(중국어 정체자: 董平 둥핑[*])은 중국의 사대기서 중 하나인 《수호전》의 등장인물로 108성 중 15위이자 천강성(天罡星)의 천립성(天立星)에 해당한다. 별호는 쌍창장(雙槍將)으로 양손에 각각 하나씩 창을 들고 있었던 데서 유래되었다. 그 밖에 '동일당(董一撞)', '풍류쌍창장(風流雙槍將)'이라고도 불리는데 동일당은 '일격(一擊)의 동평'이라는 뜻이고, 풍류 쌍창장은 무예뿐만 아니라 예교(禮敎)·학문(學問)·관현(管絃)에도 능했던 데서 유래되었다.

## 생애
양산박군의 수령을 결정하기 위해 송강과 노준의가 동평부·동창부를 공격할 때 등장한다. 동평부 병마도감으로 태수 정만리의 딸에게 반해 중매인을 통해 여러 차례 혼담을 제의했으나 거절당했다. 양산박군이 오자 사자인 왕정륙과 알고 지내던 욱보사를 몽둥이로 때려 돌려보내고, 특기인 쌍창으로 한도와 서녕을 물리치지만 양산박의 계책에 의해 포로가 되고 송강의 설득으로 양산박에 가담한다. 동평부를 함락시키는 계략에 참여하여 태수를 치고 태수의 딸을 데리고 나온다. 동창부전에서는 장청과 싸우지만 승패는 나지 않았다. 늘 '영웅쌍창장(英雄雙槍將)'과 '풍류만호후(風流萬戶侯)'의 깃발을 내걸고 싸웠다.
108성이 모인 후에는 마군 오호장(馬軍五虎將)의 한 사람으로 활약한다. 동관전에서는 구궁팔괘진의 동남쪽을 담당하고, 동관을 몰아 적장 중 한 명인 한천린을 쳐 토벌군을 물리친다. 고구전에서는 팔을 다쳐 전열을 떠난다.
조정에 귀순 후 요나라전에서는 노준의대에 소속되어 단주 공격에서 적장 중 한 명인 야율국진을 물리친다. 계주·옥전현·유주 전투에 참가하여 올안광의 혼천상진과 싸운다. 방랍 토벌전에서는 노준의대의 일원으로 선주·호주·독송관을 공격한다. 독송관에서 주통이 여천윤에게 당하는 등 아군이 고전하고 있었던 것에 짜증이 나자 스스로 앞장서서 관소 앞에서 상대를 도발하지만 화포에 맞아 팔을 다친다. 하지만 동평은 일사천리로 장청을 꾀어 둘은 다시 관소 앞에 찾아가 일대일 대결을 제의한다. 여천윤과 장도(張韜)가 나오자 동평은 여천윤과 싸운다. 그러나 팔 부상으로 뜻대로 쌍창을 쓰지 못하자 불리함을 깨닫고 도망치려 했으나, 동평을 도우려는 장청이 창을 잘못 질렀다가 여천윤의 창에 맞아 죽자 분노하여 여천윤에게 다시 덤비려 하는데 그 틈을 타 장도의 칼에 등을 맞고 전사하였다.

## 대중 문화
영상 매체에서 동평을 연기한 배우는 다음과 같다.
- 천후이민: 영화 《탕구지》(1975)
- 위보: 드라마  《수호전》(2011)
- 궈쥔: 영화 《몰우전장청》(2013)